# 约瑟夫·亚瑟·安克拉
约瑟夫·亚瑟·安克拉（英語：Joseph Arthur Ankrah；1915年8月18日—1992年11月25日），加纳陆军将军、第2任总统。曾任全国解放委员会主席和非洲统一组织主席。

## 早年
安克拉于1915年8月18日出生在阿克拉的加族家庭。1921年，安克拉就读阿克拉卫斯理卫理公会学校（Wesleyan Methodist School），1932年进入加纳一流的中学安克拉学院，1937年获剑桥高级学校证书。之后他加入了加纳公务员队伍。

## 军事生涯
1939年，安克拉加入黄金海岸军团。第二次世界大战爆发时，安克拉受征召加入皇家西非前线部队。他所在的旅于1940年驻扎在西非时，他被调到阿克拉的档案办公室，军阶二级准尉，是旅的副指挥官。1946年10月，他加入英国马什菲尔德军官学员培训班，1947年2月毕业，是英属黄金海岸陆军的首位非洲裔军官。1947年获升任中尉，成为陆军总部的首位非洲裔营地指挥官。后来他成为培训班内的首位加纳首席指导员。1956年升任少校，成为首位指挥全非洲裔公司查理公司驻加纳塔马利第一营的指挥官。之后担任中校，接管全营。1960年晋升上校，是当时该级别少有的加纳军官。联合国刚果行动期间，他是驻卡南加旅的指挥官。由于1961年在刚果利奥波德维尔卓越的英勇行为，他成为了唯一一位获颁軍功十字勳章的加纳人。
在刚果的经历过后，他于1961年，迅速晋升准将，随后升为少将，是加纳陆军的首位加纳籍指挥官。之后担任国防参谋长，1965年7月因涉嫌参与政变被解职。

## 政治
离开部队后，安克拉主管国家投资银行。1966年2月24日政变后，他担任全国解放委员会主席兼国家元首。1967年1月，负责到比亚法拉调停尼日利亚内战的参战各方。因陷入贿赂尼日利亚商任的丑闻，他之后辞任全国解放委员会主席和国家元首职务。

## 体育
安克拉是橡树之心体育俱乐部赞助人委员会第一任主席，曾有一段时间执导过球队。

## 家庭
1965年，安克拉与第三任妻子米尔德里德·克里斯蒂娜·阿科西沃·富加（1938年6月12日 – 2005年6月9日）在阿克拉结婚。他的儿子同样就读于阿克拉学院。